# Reli (Mtwara)
Reli (auch Railway) ist ein Verwaltungsbezirk (Ward) des Distrikts Mtwara (MC) in der tansanischen Region Mtwara.

## Geografie
Reli liegt im Südosten von Tansania, es ist der nordöstliche Teil der Regionshauptstadt Mtwara und liegt direkt am Indischen Ozean. Der Bezirk grenzt im Norden und im Osten an den Indischen Ozean, im Süden an Likombe, im Südwesten an Vigaeni und im Westen an Shangani. Bei der Volkszählung 2022 lebten 2420 Menschen in 856 Haushalten auf einer Fläche von 2,4 Quadratkilometern.

## Gliederung
Der Bezirk besteht aus sechs Stadtteilen (Mtaa):
- Kizota
- Mkunguni
- Msikitini
- Relini A
- Relini B
- Serengeti

## Infrastruktur
- Bildung: Die Bandari Secondary School ist eine staatliche, weiterführende Tagesschule mit einer Ausbildung bis zur 4. Stufe.[8]
- Hafen: Der Hafen Mtwara wurde in der Zeit zwischen 1948 und 1954 erbaut. Der Kai hat eine Tiefe von 9,5 bis 13,5 Meter.[9]
- Elektrizität: Das 2007 erbaute Gaskraftwerk Mtwara versorgt mit einer Leistung von 18 MW große Teile der Regionen Mtwara und Lindi mit elektrischem Strom.[10]